# 武州唐澤站

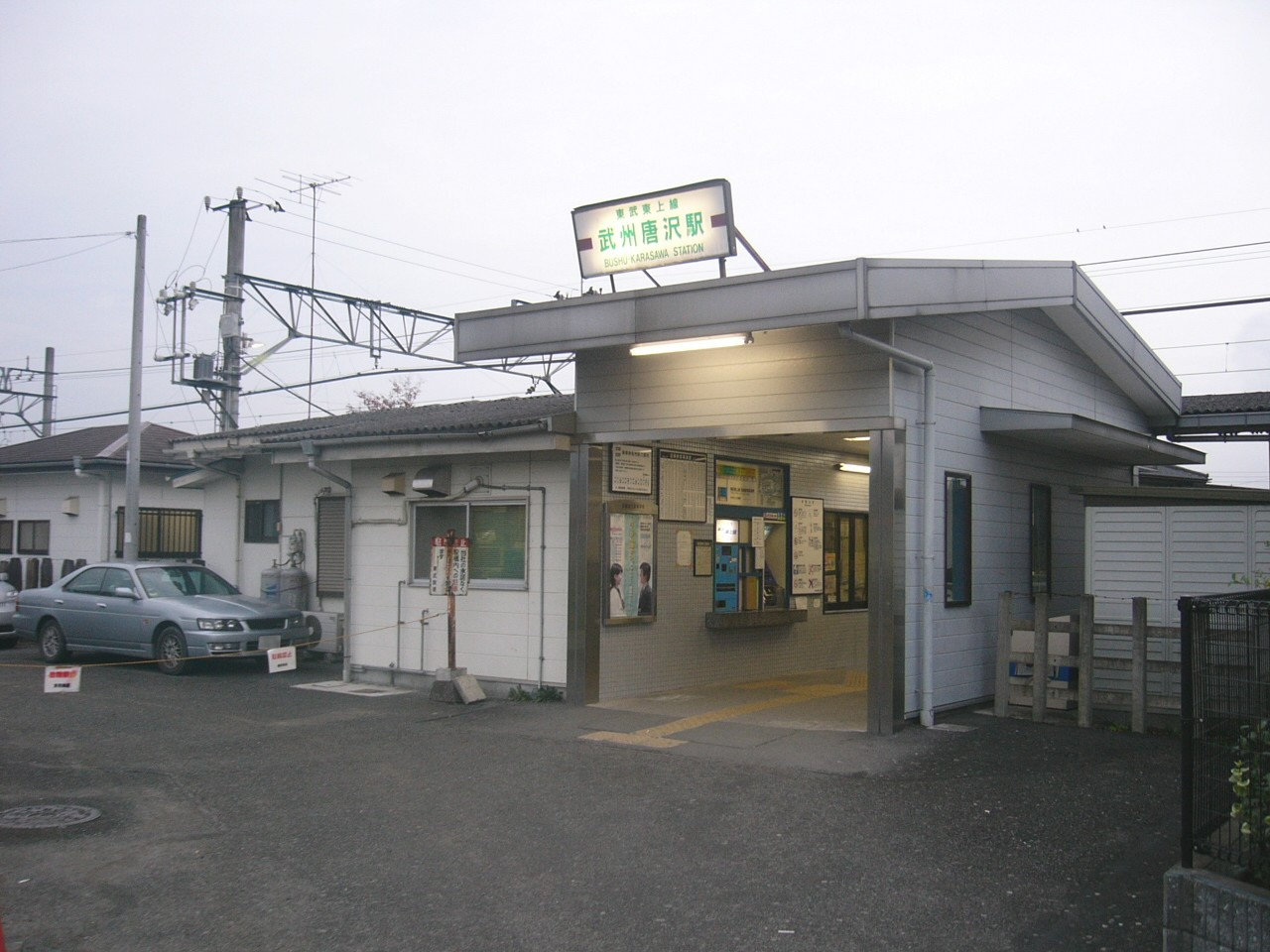
武州唐澤站站舎

武州唐澤站（日语：／ Bushū-karasawa eki */?）是一個位於埼玉縣入間郡越生町，屬於東武鐵道越生線的鐵路車站。車站編號是TJ 46。

## 車站構造
1面1線的單式月臺。有驗票閘門。

## 使用情況
2016年度1日平均上下車人次為2,818人。
近年1日平均上下車人次與上車人次的推移如下表。
| 年度               | 1日平均 上下車人次 | 1日平均 上車人次 |
| ------------------ | ------------------ | ---------------- |
| 2003年（平成15年） | 2,981              |                  |
| 2004年（平成16年） | 2,871              |                  |
| 2005年（平成17年） | 2,706              |                  |
| 2006年（平成18年） | 2,639              |                  |
| 2007年（平成19年） | 2,596              |                  |
| 2008年（平成20年） | 2,603              |                  |
| 2009年（平成21年） | 2,581              |                  |
| 2010年（平成22年） | 2,684              |                  |
| 2011年（平成23年） | 2,701              |                  |
| 2012年（平成24年） | 2,767              |                  |
| 2013年（平成25年） | 2,744              |                  |
| 2014年（平成26年） | 2,552              |                  |
| 2015年（平成27年） | 2,642              |                  |
| 2016年（平成28年） | 2,818              |                  |

## 車站周邊
- 武藏越生高等學校

## 歷史
- 1934年(昭和9年)12月16日開業。

## 相鄰車站
東武鐵道
 越生線
東毛呂（TJ 45）－武州唐澤（TJ 46）－越生（TJ 47）

## 外部連結
- 武州唐澤（車站資訊） - 東武鐵道